# William Thomas Hamilton
William Thomas Hamilton (Washington megye, 1820. szeptember 8. – Hagerstown, 1888. október 26.) az Amerikai Egyesült Államok szenátora (Maryland, 1869–1875).